# Orlík (dělostřelecká tvrz)
Dělostřelecká tvrz Orlík (oficiálně Výcvikový tábor Orlík) byla plánována v prostoru kóty 1205 Orlík (Urlichkoppe) jihovýchodně od Jeseníku. Mezi dělostřeleckými tvrzemi československého opevnění se jednalo o stavbu zcela atypickou jak svým primárním určením, tak konstrukčním provedením. Mělo se totiž jednat o výcvikový komplex pro posádky tvrzí, schopný však v případě potřeby vedení bojové činnosti; jeho jednotlivé objekty přitom neměly být propojeny společným podzemím.

## Plánování
Protože československé tvrze byly vybaveny nejmodernější technikou a vybavením, pro jejichž obsluhu bylo třeba cvičit osádku, a zároveň bylo nutno cvičit součinnost tvrzových zbraní, zejména návyky obsluhy v efektivním boji ve stísněných prostorách betonových bunkrů, bylo rozhodnuto o vybudování cvičné střelnice, kde by se osádky opevnění střídaly a prováděly cvičení. Avšak výstavba takovéto střelnice ve vnitrozemí nebyla možná z důvodu hustého osídlení a finanční situace, bylo rozhodnuto postavit ji v trase plánovaného pohraničního opevnění, kde by se zbraně této tvrze v případě napadení republiky mohly zapojit do bojů.
V úvahu přicházely varianty v Orlických horách a Jeseníkách. Rozhodnuto bylo ve prospěch Jeseníků, kde byl dostatek místa pro cílové plochy, rozsáhlá neobydlená místa a také dostatečná vzdálenost od hranic s Německem. Tvrz měla stát asi 5,5 km jihozápadně od obce Rejvíz v pásmu Orlíku. Tvrz byla vložena do důležitého předělu mezi dvěma hlavními operačními směry, mezi Jeseníky a Orlickými horami na západ a Jeseníky a Moravskou bránou na východ. V případě zapojení do bojů navazoval Orlík na dělostřelecké tvrze Milotický vrch a Kronfelzov, které byly později zrušeny a nahrazeny izolovanými dělostřeleckými sruby Skrbovice napravo a Kronfelzov nalevo.

## Objekty
Tvrz se měla skládat ze dvou pěchotních srubů označených S-I a S-II, dělostřeleckého srubu označeného DS, objektu pro dělostřeleckou věž označeného DOV a minometné věže označené MV.
Koncepcí tvrze byly dány konstrukční odlišnosti objektů oproti objektům ostatních československých dělostřeleckých tvrzí, dané zejména absencí tvrzového podzemí, takže plány objektů byly ovlivněné zásadami stavebního provedení izolovaných objektů těžkého opevnění.

Unikátní byl projekt dělostřeleckého srubu. Tento objekt nejenže vycházel z koncepce izolovaného dělostřeleckého srubu, ale byl plánován jako oboustranný, a měl disponovat až pěti houfnicemi vz. 38.
Palebný vějíř dvou cvičných místností, směřujících jižně směrem k Vrbnu pod Pradědem, se rozvíral až v úhlu 70°. Bojové severní místnosti se 2-3 houfnicemi mohly ovládat oblast strategické silnice od Zlatých Hor po Heřmanovice. Bojové místnosti neměly být v míru používány.

## Projekční práce
Projekt tvrze byl v roce 1938 ve velkém stupni rozpracování, ale nebyl z mezinárodně politických příčin ani zadán, ani realizován. Pozemky, na kterých se měla tvrz stavět, byly totiž majetkem vratislavského arcibiskupství a pro pochopitelný odpor říšskoněmecké vlády nebyla jednání o vyvlastnění dokončena. Z tohoto důvodu není v terénu po tvrzi ani známka.